# 정다훤
정다훤(鄭多煊, 1987년 12월 22일 ~ )은 대한민국의 전 축구 선수이자 현 축구 행정가로 현역 시절 미드필더 겸 수비수로 활동했으며 현재 한국프로축구연맹 이사로 재직 중이다.

## 클럽 경력

### FC 서울
2009년 신인 드래프트에서 번외 지명으로 FC 서울에 입단하였다. FC 서울 입단 후 주로 2군에서 활동하였고, 때때로 1군 경기의 벤치 명단에 들기는 하였지만 리그와 컵을 포함하여 한 경기도 출전하지 못하였다. 2009년 7월 24일 맨체스터 유나이티드와의 친선 경기에서 후반에 김치곤과 교체되어 투입되며 1군 데뷔전을 치렀다.

### 경남 FC
2010 시즌 종료 후에 자유 계약 자격을 얻었고, 경남 FC로 이적하였다. 2011년 경남 FC에서 최진한 감독의 중용을 받아 28경기에 출전하여 4도움을 기록하였으며 2012년에는 29경기에 출전하였고 2013년 9월 7일 전남 드래곤즈와의 경기에서 프로 데뷔골을 기록하면서 34경기 1골을 기록했다.

### 제주 유나이티드 FC
이후 2014년 1월 31일 제주 유나이티드로 이적하였다. 제주 유나이티드에서도 주전 왼쪽 풀백으로 활약하면서 2014년에는 34경기 출전에 1골을 기록했다.

### 광주 FC
2019시즌을 앞두고 광주 FC로 이적했다.

### 아산 무궁화 FC
2019시즌 중반 아산 무궁화에 입단했다.

### 충남 아산 FC
2020시즌을 앞두고 아산 무궁화가 충남 아산 FC로 제창단 되면서 팀에 남아 창단 멤버가 되었다.

### 유나이티드 시티
2021시즌을 앞두고 필리핀 풋볼 리그의 유나이티드 시티 FC로 이적했으며, 2021년 AFC 챔피언스리그에서 5경기에 출장하였다.
2022년 2월 22일 현역은퇴를 선언했다.

## 수상

### 선수
안산 무궁화 FC
- K리그 챌린지 : 우승 (2016)